# Площадь Европы (Тбилиси)
Площадь Европы (груз. ევროპის მოედანი თბილისი) — в Тбилиси, на левом берегу реки Кура.
К площади выходят мост Метехи, набережная Н. Джордании, Винный подъём, Подъём Метехи, примыкает Парк Рике. У площади находится нижняя площадка канатной дороги Парк Рике — Нарикала.
Площадь — важная транспортная развязка.

## История
Новая площадь города, устроена в 2005 году.
Расположена на бывшей местности Пески — низменном, часто затапливаемом, берегу реки. Существовавший здесь жилой район постепенно расселялся, прилегавшая к мосту Метехи застройка была снесена при реконструкции моста в 1951 году, с 1970-х годов жители переселялись в новый район Глдани, и в конце-концов территория была полностью освобождена
На площади установлен фрагмент Берлинской стены